# Marits János
Marits János, más forrásokban Marics, szlovénül: Janoš Maritš vagy pedig Marič (Szentgyörgy, 1757. k. más források szerint 1767-ben – Felsőszölnök, 1800. április 24.) római katolikus plébános, az istvánfalvi templom első plébános 1785-90 között.

Marits János a Muratájról származott. Szülőfaluja később már Vízlendva néven szerepelt, melynek azonban szlovén neve Szentgyörgy szlovén nevét viseli (Sveti Jurij).

Teológiai tanulmányait Győrben tette le és 1783. szeptember 20-án felszentelték. Nagy-Dolincz (ma Dolenci, Szlovénia) egyházközségében káplán és adminisztrátor volt. A ma Szentgotthárdhoz tartozó Rábakethely káplánja is volt 1784-től körülbelül egy évig. Mikor a megyés püspök Szily János Istvánfalván kezdeményezett templomépítést, ő is részt vett a munka megszervezésében és a templom 1786-ra felépült. Ugyanakkor az iskola megépítése is valószínűleg az ő nevéhez fűződik, melyhez tanítót is szerzett Vízlendva vidékéről. Érdekességképp Vízlendva plébánosa közel ötven éven át Murai Ferenc (1699-1778) volt, aki Permisén született (ma Kétvölgy), Apátistvánfalva közvetlen szomszédságában. Ő keresztelte meg Maritsot és feltehetőleg indította el a papi pályán.

Állítólag a bélapátfalvai templom tervrajzával összecserélték az istvánfalvit, mivel a kettő rendkívül hasonló, azt azonban nem lehet bizonyítani, hogy miatt történt volna mindez.
Mivel szlovén volt, ezért a község élére Szily őt nevezte ki már 1785 októberében, hogy hatékonyan tudjon kommunikálni a helyi lakosokkal. 1790 márciusáig dolgozott itt. Azután Felsőszölnök papja lett és itt élt haláláig.

## Külső hivatkozás
- Vasi digitális könyvtár - Vasi egyházmegye